# Браунинг, Джеймс Натан
Джеймс Натан Браунинг (англ. James Nathan Browning; 13 марта 1850, Аркаделфия, Кларк, Арканзас — 9 ноября 1921, Амарилло, Техас) — американский политик, адвокат, 20-й вице-губернатор Техаса.

## Биография
Джеймс Натан Браунинг родился 13 марта 1850 года на ферме около Аркаделфии, штат Арканзас, в семье Уильяма и Мэри (урожденной Бёрк) Браунингов. Его отец умер, когда Джеймсу было четыре года, и его мать позже вышла замуж за Дж. Ф. Стегалла. Из-за гражданской войны Браунингу пришлось рано окончить школу, однако он продолжил образование на дому. В 1866 году семья переехала в округ Кук, штат Техас. Проработав год ковбоем в округе Стефенс, Браунинг вместе со своим братом Джо занялся продажей крупного рогатого скота в Форт-Гриффине, что часто приводило к их конфликтам с индейцами.
Во время занятия скотоводчеством Браунинг под наставничеством Стегалла изучал юриспруденцию, и в 1876 году был принят в коллегию адвокатов Олбани, а затем на протяжении двух лет служил судьёй и прокурором округа Шеклфорд. Он начал реформу, направленную против азартных игр, а также преподавал в воскресной школе. Браунинг женился на Корнелии Бекхэм, которая умерла два года спустя во время родов. 9 марта 1879 года он женился на Виргинии Боузмэн, которая родила ему пятерых сыновей и четыре дочери.
В 1881 году Браунинг ушёл в отставку с поста прокурора округа Шеклфорд и переехал в Мобити, где губернатором Ораном Робертсом был назначен прокурором 35-го судебного округа. В 1882, 1884, 1886 и 1890 годах он избирался в законодательное собрание Техаса, где был членом комитетов по пенитенциарным учреждениям и орошению, а также возглавлял комитет по судоустройству. Своей честностью и справедливостью Браунинг завоевал уважение своих избирателей, которые прозвали его «Честный Джим».
В 1888 году Браунинг отказался баллотироваться на очередной срок в легислатуру Техаса и перенёс свою юридическую практику из Мобити в Кларендон. В феврале 1896 года он переехал в Амарилло, где стал партнёром юриста У. Мэддена, с которым работал в течение последующих шестнадцати лет.
В 1898 году Браунинг был избран на свой первый срок в качестве вице-губернатора Техаса. До того, как он вступил в должность, его сын Фред погиб, упав с лошади. В 1900 году Браунинг был переизбран на второй срок.
После ухода в отставку в 1903 году Браунинг был назначен губернатором Ланэмом в опекунский совет Техасского университета. В 1904 году Браунинг открыл собственную адвокатскую контору в Амарилло. В 1906 году он был избран окружным судьёй, и занимал эту должность на протяжении последующих восьми лет. Браунинг был активным членом методистской церкви. Он умер в Амарилло 9 ноября 1921 года и был похоронен на местном кладбище кладбище Ллано.

## Упоминания
Именем Натан Джеймс (USS Nathan James) назван корабль в пост-апокалиптическом сериале «Последний корабль» (The Last Ship).